# سه پل طبیعی

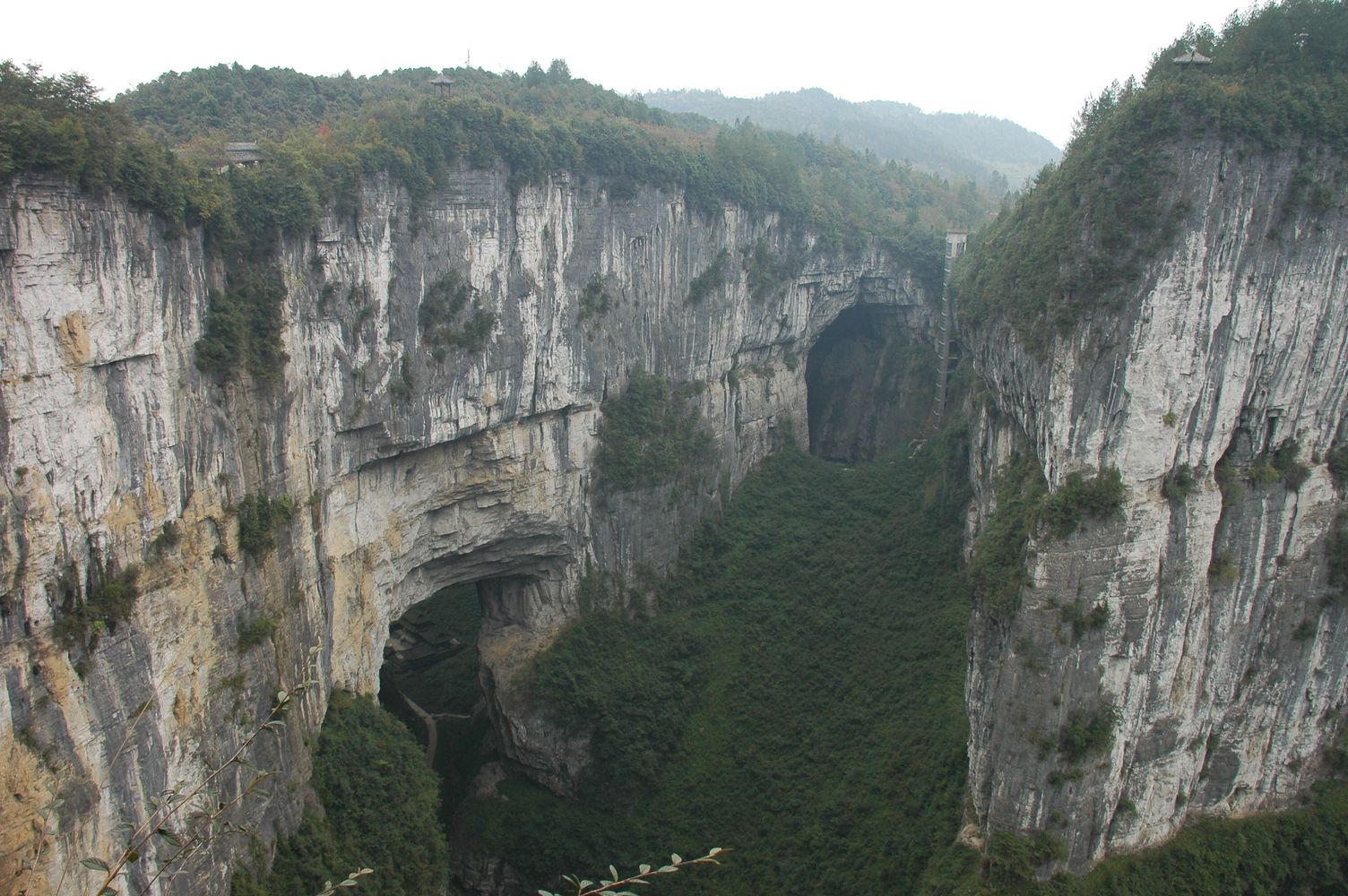
سه پل طبیعی.

سه پل طبیعی (仙女山镇) ، مجموعه‌ای از پل‌های طبیعی از جنس سنگ آهک هستند که در شهرک شیان‌نوشان (仙女山镇)، منطقه وولونگ، چونگ‌چینگ، چین قرار دارند. این پل‌ها در پارک ملی زمین‌شناسی کارست وولونگ قرار دارند که بخشی از کارست جنوب چین و کارست وولونگ به‌شمار می‌رود و در فهرست میراث جهانی یونسکو ثبت شده است.
در زبان چینی، این پل‌ها به نام اژدهای چینی نام‌گذاری شده‌اند: 
- تیان‌لانگ (چینی: 天龙桥; ت.ت. 'اژدهای آسمانی')
- چینگ‌لانگ (青龙桥; 'اژدهای نیلگون')
- هئی‌لانگ (黑龙桥; 'اژدهای سیاه').[۳][۴]

## توصیف

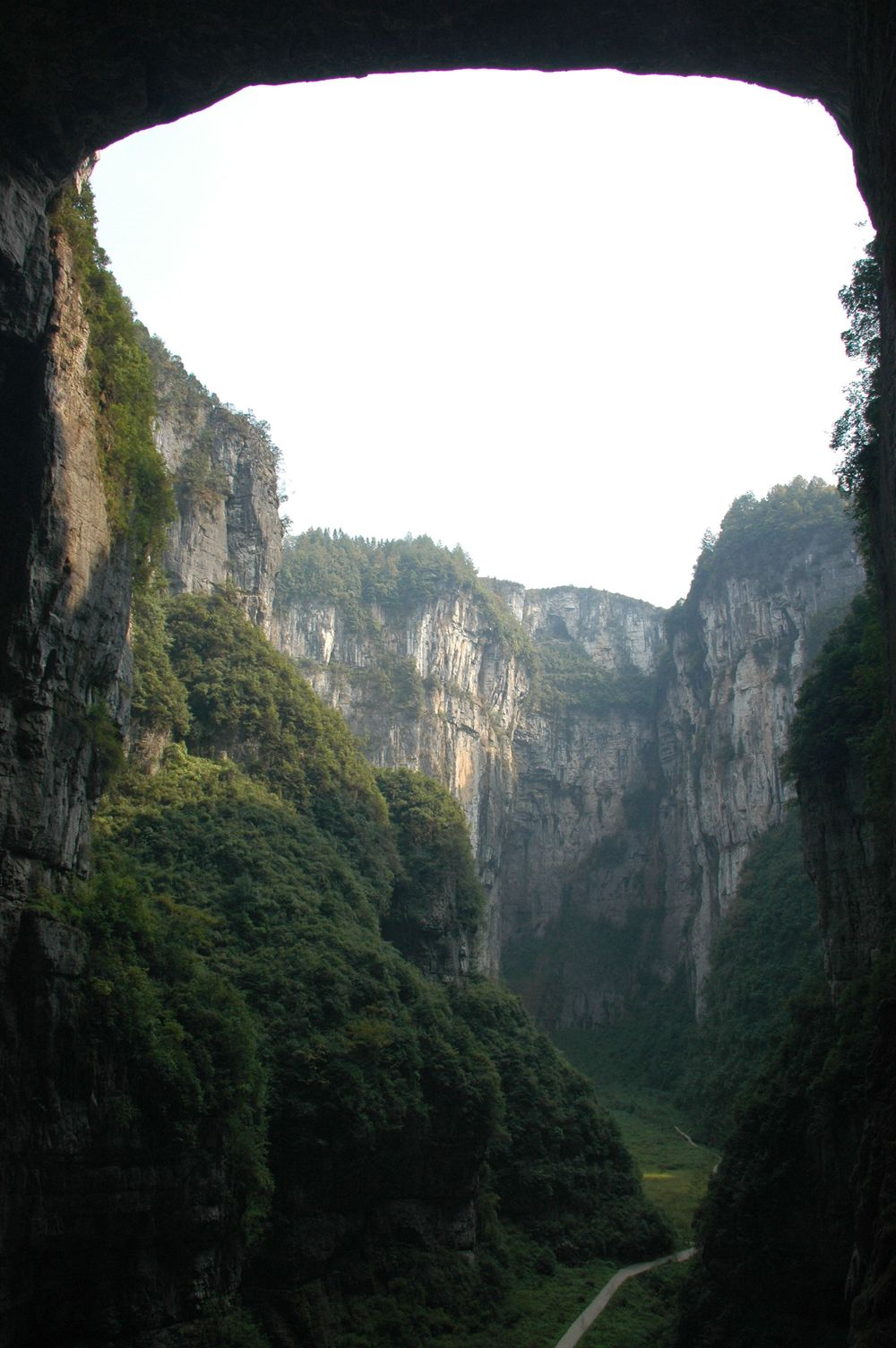
پل تیان‌لانگ.

این پل‌ها که بر روی رود یانگ‌شویی، شاخه‌ای از رود وو، قرار دارند، در مرکز یک منطقه حفاظت‌شده به مساحت ۲۰ کیلومتر مربع (۷٫۷ مایل مربع) واقع شده‌اند که شامل موارد زیر است:
- فروچاله چینگ‌لانگ (青龙天坑)؛
- فروچاله شن‌یینگ (神鹰天坑)؛
- دره کارستی رود یانگ‌شویی (羊水河喀斯特峡谷)؛
- دره لانگ‌شویی (龙水峡地缝)؛
- فروچاله مرکزی شی‌یوان (中石院天坑)؛
- فروچاله پایین شی‌یوان (下石院天坑)؛
- غار هفتاد و دو شاخه (七十二岔洞)؛
- غار لانگ‌چوان (龙泉洞)؛
- غار جاودانگان (仙人洞)؛
- جریان زیرزمینی میمون مخفی (猴子坨伏流)؛
- جریان زیرزمینی بای‌گوو مخفی (白果伏流).

با توجه به اینکه فاصله بین انتهای بالایی پل تیان‌لانگ و انتهای پایینی پل هئی‌لانگ تنها ۱٬۵۰۰ متر (۴٬۹۰۰ فوت) است، این پل‌ها جزو طولانی‌ترین پل‌های طبیعی محسوب نمی‌شوند. میان این پل‌ها، فروچاله‌های چینگ‌لانگ و شن‌یینگ قرار دارند که عمقی بین ۲۷۶ تا ۲۸۵ متر و محیطی بین ۳۰۰ تا ۵۲۲ متر دارند.

## ابعاد
|                      | ارتفاع            | ضخامت             | عرض               | ارتفاع عبور       | دهانه            |
| -------------------- | ----------------- | ----------------- | ----------------- | ----------------- | ---------------- |
| پل تیان‌لانگ (天龙桥) | ۲۳۵ متر (۷۷۱ فوت) | ۱۵۰ متر (۴۹۰ فوت) | ۱۴۷ متر (۴۸۲ فوت) | ۹۶ متر (۳۱۵ فوت)  | ۳۴ متر (۱۱۲ فوت) |
| پل چینگ‌لانگ (青龙桥) | ۲۸۱ متر (۹۲۲ فوت) | ۱۶۸ متر (۵۵۱ فوت) | ۱۲۴ متر (۴۰۷ فوت) | ۱۰۳ متر (۳۳۸ فوت) | ۳۱ متر (۱۰۲ فوت) |
| پل هئی‌لانگ (黑龙桥)  | ۲۲۳ متر (۷۳۲ فوت) | ۱۰۷ متر (۳۵۱ فوت) | ۱۹۳ متر (۶۳۳ فوت) | ۱۱۶ متر (۳۸۱ فوت) | ۲۸ متر (۹۲ فوت)  |